# Pandemia de gripe A (H1N1) de 2009 en Israel
La pandemia de gripe A (H1N1), que surgió en 2009, entró en Israel el 28 de abril del mismo año. Éste fue el primer país en reportar casos de gripe A en el continente asiático.
El 2 de mayo el Ministerio da Salud de Israel confirmó el tercer caso de influenza humana en el país: un hombre de 34 años que viajó a México. El paciente fue internado en un hospital de Tel Aviv junto con su esposa, y posteriormente fueron llevados a cuarentena mientras que los responsables del hospital explicaron que los dos estaban en buen estado de salud.
Israel nombró a la enfermedad como influenza mexicana, lo cual tuvo fuerte impacto de discriminación hacia los mexicanos en otros países. Pero el gobierno israelí prohíbe a judíos y musulmanes nombrar a la enfermedad como gripe mexicana para evitar conflictos severos con el gobierno mexicano.
Hasta el 7 de mayo de 2010 (fecha de la última actualización), Israel registró 4.330 casos de gripe A (H1N1) y 94 muertes.